# العلاقات الغانية الماليزية
العلاقات الغانية الماليزية هي العلاقات الثنائية التي تجمع بين غانا وماليزيا.

## مقارنة بين البلدين
هذه مقارنة عامة ومرجعية للدولتين:
| وجه المقارنة                                              | غانا         | ماليزيا       |
| --------------------------------------------------------- | ------------ | ------------- |
| المساحة (كم2)                                             | 238.53 ألف   | 330.29 ألف    |
| عدد السكان (نسمة)                                         | 26.91 مليون  | 31.62 مليون   |
| الكثافة السكانية (ن./كم²)                                 | 112.82       | 95.73         |
| العاصمة                                                   | أكرا         | كوالالمبور    |
| اللغة الرسمية                                             | لغة إنجليزية | لغة ماليزية   |
| العملة                                                    | سيدي غاني    | رينغيت ماليزي |
| الناتج المحلي الإجمالي (بليون دولار)                      | 47.33 مليار  | 314.50 مليار  |
| الناتج المحلي الإجمالي (تعادل القوة الشرائية) بليون دولار | 115.41 مليار | 817.43 مليار  |
| الناتج المحلي الإجمالي الاسمي للفرد دولار أمريكي          | 1.37 ألف     | 9.77 ألف      |
| الناتج المحلي الإجمالي للفرد دولار أمريكي                 | 4.08 ألف     | 25.64 ألف     |
| مؤشر التنمية البشرية                                      | 0.579        | 0.779         |
| رمز المكالمات الدولي                                      | +233         | +60           |
| رمز الإنترنت                                              | .gh          | .my           |
| المنطقة الزمنية                                           | 00           | ت ع م+08:00   |

## منظمات دولية مشتركة
يشترك البلدان في عضوية مجموعة من المنظمات الدولية، منها:
| علم المنظمة | اسم المنظمة                               | تاريخ انضمام غانا | تاريخ انضمام ماليزيا |
| ----------- | ----------------------------------------- | ----------------- | -------------------- |
|             | مؤسسة التنمية الدولية                     | 29 ديسمبر 1960    | 24 سبتمبر 1960       |
|             | يونسكو                                    | 11 أبريل 1958     | 16 يونيو 1958        |
|             | وكالة ضمان الاستثمار متعدد الأطراف        | 29 أبريل 1988     | 6 ديسمبر 1991        |
|             | الأمم المتحدة                             | 8 مارس 1957       | 17 سبتمبر 1957       |
|             | دول الكومنولث                             | ?                 | ?                    |
|             | الفريق المعني برصد الأرض                  | ?                 | ?                    |
|             | الاتحاد البريدي العالمي                   | ?                 | ?                    |
|             | البنك الدولي للإنشاء والتعمير             | 20 سبتمبر 1957    | 7 مارس 1958          |
|             | الاتحاد الدولي للاتصالات                  | 17 مايو 1957      | 3 فبراير 1958        |
|             | منظمة حظر الأسلحة الكيميائية              | ?                 | ?                    |
|             | مؤسسة التمويل الدولية                     | 3 أبريل 1958      | 20 مارس 1958         |
|             | المركز الدولي لتسوية المنازعات الاستشارية | 14 أكتوبر 1966    | 14 أكتوبر 1966       |
|             | منظمة التجارة العالمية                    | ?                 | ?                    |
|             | منظمة الشرطة الجنائية الدولية             | ?                 | ?                    |

## وصلات خارجية
- موقع وزارة الخارجية الغانية
- موقع وزارة الخارجية الماليزية